# 紗世
紗世／SAYO（さよ）は、日本のモデル、元グラビアアイドル。

## 概要
2018年から始めたインスタグラムでのセクシーな投稿が話題を集め、2019年6月発売の『PLAYBOY』誌の表紙を飾る。主に海外を舞台にモデルとして活躍中。
2020年12月4日、自身のインスタグラムで結婚したことを報告した。

## 出版

### 国内雑誌
- 『週刊プレイボーイ』（2018年8月13日号、集英社）（【袋とじ】007の女。）
- 『週刊ポスト』（2019年7月19・26日号、小学館）（【袋とじ】PLAYBOYの表紙を飾った謎の日本人女性　紗世）
- 『金のEX NEXT VOL.9』（ミリオンムック 42、 2019/7/13、大洋図書）（あのプレイメイト降臨　紗世-sayo-）
- 『週刊ポスト』（2019年11月8・15日号、小学館）（なをん。紗世　『PLAYBOY』誌の表紙を飾った謎の日本人女性がB90W58H89のBODYで魅せた！）

### 海外雑誌
- 『PLAYBOY』(June 2019,Playboy Hrvatska)（PLAYMATE：SAYO/CoverGirl,Pinup）[3]
- 『FHM』(November 2019,FHM Sweden edition)（Hello November /CoverGirl,Pinup）
- 『PLAYBOY』(Aug 2020,Playboy Sweden)（SAYO/CoverGirl,Pinup）
- 『L'Officiel Arabia』(Mar 2022,Digital L'Officiel /CoverGirl,Pinup)
- 『Harper's BAZZAR Vietnam』(April 2022, Cover,Pinup)
- 『Forbes (Morocco)』(Jan 2025, Cover,Pinup)

### 写真集
電子書籍
- 『Love me』（出版社：pad、撮影：太田清隆）
- 『Let it be』（出版社：pad、撮影：太田清隆）
- 『Start me up』（出版社：pad、撮影：太田清隆）
- 『Sweet emotion』（出版社：pad、撮影：太田清隆）
- 『Hold me tight』（出版社：pad、撮影：太田清隆）
- 『Change』（出版社：pad、撮影：太田清隆）
- 『Desire』（出版社：pad、撮影：太田清隆）
- 『Come in』（出版社：pad、撮影：太田清隆）
- 『Present』（出版社：pad、撮影：太田清隆）
- 『Rebirth』（出版社：pad、撮影：太田清隆）
- 『Amazing Womanアメイジング・ウーマン　週刊ポストデジタル写真集』[1]（出版社：小学館、撮影：西田幸樹）

## 出演

### 海外WEBサイト
- Just call me Sayo. – FHM

　　http://fhmaustralia.com/2019/04/29/just-call-me-sayo/
- There is not other like Sayo. – PLAYBOY（SOUTH　AFRICA）

　　http://playboy.co.za/2019/05/10/1742/
- 自由時報

　　https://ent.ltn.com.tw/news/breakingnews/2904150
- 中時電子報

　　https://www.chinatimes.com/fashion/20190904002528-263903?chdtv
- SAYO – PLAYBOY（Croatia）

　　http://playboy.hr/2019/06/sayo/
- Hello November – FHM（Sweden）

　　https://fhmsweden.com/hello-november/
- SAYO – MAXIM（MAXIM Australia）

　　http://www.maxim.com.au/archives/14668
- Absolutely Captivating! – PLAYBOY（Sweden）

http://playboymagsweden.com/2020/08/01/absolutely-captivating/
- Up Close - Sayo – L'Officiel(Arabia)

https://www.lofficielarabia.com/digital-co-lab/up-close-sayo
- SAYO: DEFYING TRADITIONAL JAPANESE BEAUTY STANDARDS - Harper's BAZZAR Vietnam

https://bazaarvietnam.vn/nhan-vat/sayo-defying-traditional-japanese-beauty-standards/
- Sayo breaks barriers for women in tech and finance - GQ South Africa

https://www.gq.co.za/culture/tech/sayo-breaks-barriers-for-women-in-tech-and-finance-9b2d6ea6-0896-467e-9db5-eb94f655d1d8
- PHOTOSHOOTS:MODEL SAYO PHOTOGRAPHED BY YOSHIHIRO GODA- Harper's BAZZAR Vietnam

https://bazaarvietnam.com/model-sayo-photographed-by-yoshihiro-goda/

## 作品

### DVD
- 『Catch me if you can』（2019年7月31日、スパイスビジュアル）